# La casa azul (Guillermo Silveira)
La casa azul es un paisaje urbano realizado en 1963 por el pintor y escultor español Guillermo Silveira (1922-1987). Está pintado al óleo sobre tablex y sus dimensiones son de 52 x 57 cm.
Hacia la derecha de la obra, se observa la vivienda que, por tener pintada la fachada de ese color, dio título al cuadro, en la que se encontraba por entonces el popular bar El Faro, ubicado en el antiguo «Campo de la Cruz» o «Alameda Vieja» (actual «Plaza Reyes Católicos»), a escasos metros de la conocida Puerta de Palmas de la capital pacense.
Artísticamente el estudio de la pieza descubre un profundo conocimiento de autores como el también extremeño Ortega Muñoz, Benjamín Palencia, Gutiérrez-Solana y en general de la denominada Escuela de Madrid. Cromáticamente predominan los colores terrosos, grisáceos o sienas contrapuestos a una serie de tonos complementarios (rojizos, verdosos), dispuestos en grandes planos o masas de color muy delimitados por gruesos trazos negros, así como un empleo abundante de materia pictórica, propios de esta primera fase del artista, lo que unido al uso de la perspectiva deformada tan representativa de su obra paisajística acentúa la carga dramática de la misma.

## Exposiciones
- «Exposición de Pinturas y Esculturas: G. Silveira García-Galán». Casa de la Cultura de la Diputación Provincial. Badajoz, 2-10 de mayo de 1963 (n.º 5).
- «Guillermo Silveira». Museo Provincial de Bellas Artes. Badajoz, 26 de marzo-31 de mayo de 2009 (n.º 4).[1]

## Obras relacionadas (principios de los años 1960)
- Sin título (paisaje urbano), 1960. Óleo sobre madera. 55 x 61 cm. Col. particular, Salamanca.
- Afueras, firmada «Silveira G. Galan» en el ángulo inferior derecho, ant. 1962. Óleo con espátula sobre madera, 55 x 63 cm. «Exposición de Óleos de Guillermo Silveira García-Galán». Sala de exposiciones de la Sociedad de Instrucción y Recreo Liceo de Mérida (Badajoz), 11-17 de diciembre de 1961 (n.º 15). «Guillermo Silveira – un puñetazo de alma». Sala Espacio CB Arte de la Fundación CB de Badajoz. Avda. Santa Marina n.º 25, 11-29 de enero de 2022 (sin numerar). Col. particular, Talavera la Real, Badajoz.[5][6][7]
- Paisaje urbano, 1962. Pintura al óleo. 56 × 70 cm. Col. particular, Badajoz.
- Paisaje urbano (casas altas), 1962. Óleo sobre madera, 61 x 54 cm. «Guillermo Silveira». Museo Provincial de Bellas Artes. Badajoz, 26 de marzo-31 de mayo de 2009 (n.º 1). Col. particular, Badajoz.[8]
- La tapia, 1963. Pintura y elementos metálicos sobre papel, 42 x 31 cm. «III Premio Valdepeñas y XXIV Exposición Manchega de Artes Plásticas». Valdepeñas (Ciudad Real), septiembre de 1963. «Guillermo Silveira». Museo Provincial de Bellas Artes. Badajoz, 26 de marzo-31 de mayo de 2009 (n.º 3). Col. particular, Badajoz.[9][10][11][12]
- Paisaje urbano, 1963. Gouache sobre papel, 31 x 42 cm. «III Premio Valdepeñas y XXIV Exposición Manchega de Artes Plásticas». Valdepeñas (Ciudad Real), septiembre de 1963. «Guillermo Silveira». Museo Provincial de Bellas Artes. Badajoz, 26 de marzo-31 de mayo de 2009 (n.º 2). Col. particular, Badajoz.[13]
- Paisaje, 1963. Gouache sobre papel, 31 x 41 cm. «Guillermo Silveira». Museo Provincial de Bellas Artes. Badajoz, 26 de marzo-31 de mayo de 2009 (n.º 5). Col. particular, Badajoz.[14]